# Tal-Wejter torony
A  Tal-Wejter torony (máltaiul: Torri tal-Wejter) kis őrtorony Birkirkarában, Máltán. A tornyot Ramon Perellos y Roccaful, a máltai lovagrend 64. nagymestere építtette 1710-ben rendtársai – Foulet kapitány és D'Argens parancsnok – javaslatára, a Birkirkara régió szárazföldi területeinek felügyeletére. A torony a San Ġwannból és San Ġiljanból Birkirkarába vezető kereskedelmi úton állt, ami a 18. század elején gyéren lakott terület volt. Ez napjainkra teljesen megváltozott, Birkirkara ma Málta legnagyobb népességű régiója, a növekvő jólét hatására a területen sok település jött létre, és a torony tőszomszédságába is új lakóházak épültek.
A Tal-Wejter torony eredetileg négyzetes alaprajzú, kétszintes, lapostetős építmény volt, tetején magas mellvéd futott körbe, amit dobozos dobónyílások (machikolácio) szabdaltak. Bejárata középkori stílusú boltíves ajtó. 
A torony egy részét 1968-ban illegálisan lebontották, majd a Società Dun Filippu Borgia szervezet újjáépítette. Az újjáépítés során a magas mellvédhez mennyezet is épült, így a torony ma háromszintes, az eredeti dobónyílásokból kettő maradt meg. Magántulajdonban van, állapota folyamatosan romlik, megvásárolható. A Máltai Környezetvédelmi és Tervezési Hatóság 2012-ben 2. fokozatú nemzeti műemlékké nyilvánította. 

## Fordítás
Ez a szócikk részben vagy egészben  a   Tal-Wejter Tower című angol Wikipédia-szócikk fordításán alapul.  Az eredeti cikk szerkesztőit annak laptörténete sorolja fel. Ez a jelzés csupán a megfogalmazás eredetét és a szerzői jogokat jelzi, nem szolgál a cikkben szereplő információk forrásmegjelöléseként.